# 즐거운 세상
즐거운 세상은 KBS 2라디오에서 월~토요일 저녁 6시 10분부터 저녁 7시 55분까지와 일요일 저녁 6시 5분부터 저녁 7시 55분까지 방송했던 퇴근길 라디오 프로그램이다.
2000년 5월 1일에 첫방송을 시작해 역대로 DJ가 변경되어 방송됐으나 2003년 10월 19일 방송을 마지막으로 3년 만에 폐지되었다.

## 역대 DJ
- 2000년 5월 1일 ~ 2000년 11월 5일 : 이상운, 이옥주
- 2000년 11월 6일 ~ 2001년 4월 8일 : 이상운, 설수현
- 2001년 4월 9일 ~ 2002년 10월 20일 : 지석진, 설수현
- 2002년 10월 21일 ~ 2003년 10월 19일 : 이무송, 설수현

## 타이틀 오프닝 시그널
- Xavier Cugat - Maria Elena

| KBS 2라디오 월~토요일 프로그램 |                                    |                            |
| 이전                           | 이무송, 설수현의 즐거운 세상 1·2부 | 다음                       |
| 증권 정보                      | 이무송, 설수현의 즐거운 세상 1·2부 | KBS 제2라디오 저녁종합뉴스 |
| 저녁 6시 5분 ~ 저녁 6시 10분   | 저녁 6시 10분 ~ 저녁 6시 55분      | 저녁 7시 ~ 저녁 7시 15분   |
|                                | 일부 지역 자체 방송                |                            |

| KBS 2라디오 월~토요일 프로그램 |                                    |                              |
| 이전                           | 이무송, 설수현의 즐거운 세상 3·4부 | 다음                         |
| KBS 제2라디오 저녁종합뉴스     | 이무송, 설수현의 즐거운 세상 3·4부 | 이동우, 별의 라디오가 좋아요 |
| 저녁 7시 ~ 저녁 7시 15분       | 저녁 7시 15분 ~ 저녁 7시 55분      | 밤 8시 5분 ~ 밤 10시         |
|                                | 일부 지역 자체 방송                |                              |

| KBS 2라디오 일요일 프로그램  |                              |                              |
| 이전                         | 이무송, 설수현의 즐거운 세상 | 다음                         |
| 박강성, 노현희의 뮤직토크    | 이무송, 설수현의 즐거운 세상 | 이동우, 별의 라디오가 좋아요 |
| 오후 4시 5분 ~ 오후 5시 55분 | 저녁 6시 5분 ~ 저녁 7시 55분 | 밤 8시 5분 ~ 밤 10시         |
| 일부 지역 자체 방송          | 일부 지역 자체 방송          |                              |

| KBS춘천 2라디오 월~토요일 프로그램 |                                    |                            |
| 이전                               | 이무송, 설수현의 즐거운 세상 1·2부 | 다음                       |
| 증권 정보                          | 이무송, 설수현의 즐거운 세상 1·2부 | KBS 제2라디오 저녁종합뉴스 |
| 저녁 6시 5분 ~ 저녁 6시 10분       | 저녁 6시 10분 ~ 저녁 6시 55분      | 저녁 7시 ~ 저녁 7시 15분   |
|                                    | 일부 지역 자체 방송                |                            |

| KBS춘천 2라디오 월~토요일 프로그램 |                                    |                              |
| 이전                               | 이무송, 설수현의 즐거운 세상 3·4부 | 다음                         |
| KBS 제2라디오 저녁종합뉴스         | 이무송, 설수현의 즐거운 세상 3·4부 | 이동우, 별의 라디오가 좋아요 |
| 저녁 7시 ~ 저녁 7시 15분           | 저녁 7시 15분 ~ 저녁 7시 55분      | 밤 8시 5분 ~ 밤 10시         |
|                                    | 일부 지역 자체 방송                |                              |

| KBS춘천 2라디오 일요일 프로그램 |                              |                              |
| 이전                            | 이무송, 설수현의 즐거운 세상 | 다음                         |
| 박강성, 노현희의 뮤직토크       | 이무송, 설수현의 즐거운 세상 | 이동우, 별의 라디오가 좋아요 |
| 오후 4시 5분 ~ 오후 5시 55분    | 저녁 6시 5분 ~ 저녁 7시 55분 | 밤 8시 5분 ~ 밤 10시         |
| 일부 지역 자체 방송             | 일부 지역 자체 방송          |                              |